# Charles Chapman Pugh
Charles Chapman Pugh (1940) é um matemático estadunidense, que trabalhou com sistemas dinâmicos.
Pugh obteve um doutorado em 1965 na Universidade Johns Hopkins, orientado por Philip Hartman, com a tese The closing lemma for dimensions two and three.
Foi palestrante convidado do Congresso Internacional de Matemáticos em Nice (1970: Invariant manifolds). 

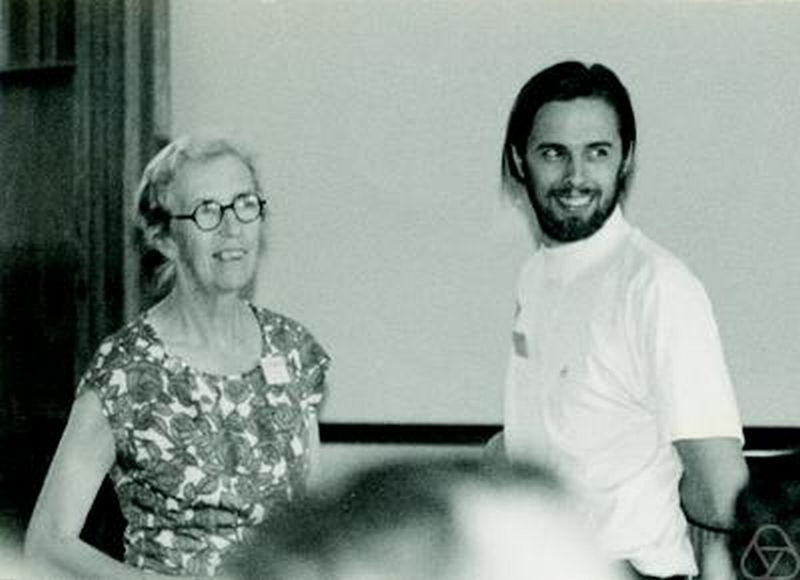
Mary Cartwright (esquerda) com Charles Pugh, Nice, 1970

## Obras
- Real mathematical analysis, Springer Verlag 2002